# Рашен-Сетлмент (Юта)
Ра́шен-Се́тлмент (англ. Russian Settlement, дословно — «Русское поселение») — город-призрак в районе Парк-Вэлли округа Бокс-Элдер, штат Юта, США. Неизвестно, какое название дали своей общине переселенцы из России, если таковое вообще имелось; его называют «городом-призраком без названия округа Бокс-Элдер». Поселение, существовавшее около 1914—1917 гг., было образовано группой духовных христиан — молокан из России, различного вероисповедания и этнического происхождения. Колония быстро потерпела крах, потому что компания, продавшая им землю, преувеличила её качество и никогда не предоставляла обещанных удобств, чтобы сделать землю пригодной для жизни. Самым заметным остатком Русского поселения является кладбище с двумя могилами.

## История
В период с 1910 по 1914 год базирующаяся в Солт-Лейк-Сити компания Pacific Land and Water Company приобрела около 180 000 акров (73 000 га или 280 кв. миль) недвижимости в округе Бокс-Элдер для перепродажи. Эта земля состояла из бывших железнодорожных площадей, собственности другой компании, поглощённой Pacific Land and Water, и участков, купленных у скотоводов. Компания Pacific Land and Water в рекламе неверно представила эту засушливую землю, назвав её «одной из самых богатых в штате Юта», которая «ждёт только плуга, чтобы выдать свои несметные сокровища». Реклама описывала местный климат как «энергизирующий», и утверждалось, что обильный рост полыни свидетельствует о том, что земля плодородна для земледелия. Земля была продана по цене 17,50 долларов США за акр, процентная ставка составляла 7 процентов, первоначальный взнос составлял 20 процентов, а оставшаяся сумма выплачивалась ежегодно в течение пяти лет.
В марте 1914 года группа из 20 духовных христиан из России приобрела 4 квадратных мили (10 км²) земли. Эти духовные христиане были христианами протестантского типа, в основном прыгунами. Они жили в Лос-Анджелесе, штат Калифорния, около десяти лет, и старшие члены группы начали беспокоиться о влиянии американской городской культуры на их молодёжь и опасались, что их традиция договорных браков находится под угрозой. Они сбежали во время серии дел о «продаже невест», которые рассматривались в Верховном суде Лос-Анджелеса. Иммигранты хотели воспитывать своих детей в сельской местности, погружёнными в их родной язык, культуру и традиции. Семьи, в общей сложности около 100—125 человек, отправились на поезде из Лос-Анджелеса в Келтон, штат Юта. В апреле 1914 года служащий Pacific Land and Water привёз их на фургоне из Келтона на новое место жительства.

### Деревня
Поселение было спланировано по образцу рядовых деревень в Российской империи. Центр города занимала главная улица, проходящая с востока на запад. Каждый участок представлял собой полосу земли площадью 3 акра (1,2 га) с фасадом протяжённостью 200 футов (61 м) на главной дороге. Были построены дома, амбары, хозяйственные постройки, колодцы и погреба. Использованная древесина была получена на лесопилке Pacific Land and Water, расположенной неподалёку в горах Рафт-Ривер. У местных скотоводов закупили скот и посадили урожай. Другие небольшие деревни были основаны духовными христианами — молоканами около Розетт и Дав-Крик.
К августу 1914 года число детей школьного возраста достигло 40, что побудило округ Бокс-Элдер открыть однокомнатную школу и предоставить учителя. На западном конце главной улицы было построено передвижное школьное здание, а учителю, одному из поселенцев, платила компания Pacific Land and Water. Создание школы, возможно, было преждевременным: к ноябрю 1915 года школьный суперинтендант объявил, что численность учащихся не оправдывает открытия школы, и что детей будут отправлять в Розетт на автобусе.

### Сельское хозяйство
Первоначальная площадь земли, купленная иммигрантами, составляла 2600 акров (1100 га), при этом каждая семья получила по 80 акров (32 га) за пределами города для ведения сельского хозяйства. Однако этой землёй пользовался только один поселенец. Большинство семей занимались сельским хозяйством на приусадебных участках и выращивали только сады и небольшие участки для сена и зерна. Обещанные Pacific Land and Water скважины и насосы для орошения так и не были доставлены, поэтому большинство семей орошали землю из своих домашних скважин.

### Упадок
Постоянные неурожаи привели к запустению города, начиная с 1915 года. В августе 1916 года печь из школьного здания была отправлена в Люсинскую школу, а в сентябре вся школа была разобрана и отправлена в Промонтори. К концу 1917 года Русское поселение было городом-призраком. Большинство поселенцев вернулись в район Лос-Анджелеса. Жители округа Бокс-Элдер снесли здания, переместив некоторые из них на новые места, а остальные разобрав на материалы.

## Останки города
С тех пор, как ушли русские, в этом районе никто не жил. Некоторые здания простояли много лет, а структура участков города сохранилась до 1960-х годов. Сегодня главной сохранившейся достопримечательностью является потрёпанный временем белый частокол, окружающий две могилы. Надписи на обоих надгробиях на русском языке. Одна из могил принадлежит Анне Калпаковой, которую случайно застрелил её муж. Другая принадлежит её невестке Мэри Калпаковой, которая умерла во время родов. Нынешние надгробия были установлены в 1966 году сыном и внуком Мэри, проживавшими недалеко от Фресно, Калифорния. Также имеются чётко обозначенные фундаменты, обвалившиеся колодцы и различные артефакты. В 1937 году ковбой верхом на лошади упал в старый колодец и едва спасся. Холм к северо-западу известен как Русский холм (англ. Russian Knoll) в честь иммигрантов, которые когда-то жили в этом районе.